# Steyr II
Der Steyr II ist ein Pkw der Oberklasse, den die OEWG (Oesterreichische Waffenfabriks-Gesellschaft) (ab 1926: Steyr-Werke) als erstes Automobil 1920 herausbrachte.  Aufgrund seiner Herkunft wurde der Wagen auch als „Waffen-Auto“ bezeichnet. Der Steyr II wurde von Hans Ledwinka entworfen, der 1917 als Chefkonstrukteur von der Nesselsdorfer Wagenbaufabrik (ab 1923: Tatra) zur OEWG kam. Der Wagen hatte einen 6-Zylinder-OHC-Reihenmotor in Monoblockbauweise vorne eingebaut, der über ein 4-Gang-Getriebe die Hinterräder antrieb. Bis 1924 wurden von diesem Fahrzeug – auch 12/40 PS genannt – 2150 Exemplare hergestellt.
1924 erschien das etwas größere Nachfolgemodell V.

## Technische Daten
| Typ                   | II                                          |
| Bauzeitraum           | 1920–1924                                   |
| Aufbauten             | T4, L4                                      |
| Motor                 | 6 Zyl. Reihe 4 Takt                         |
| Ventile               | hängend mit obenliegender Nockenwelle (OHC) |
| Bohrung × Hub         | 80 mm × 110 mm                              |
| Hubraum               | 3325 cm³                                    |
| Leistung (PS)         | 40                                          |
| Leistung (kW)         | 29                                          |
| Verbrauch             |                                             |
| Höchstgeschwindigkeit | 100 km/h                                    |
| Leergewicht           | 1300 kg                                     |
| Zul. Gesamtgewicht    |                                             |
| Elektrik              | 12 Volt                                     |
| Länge                 |                                             |
| Breite                |                                             |
| Höhe                  |                                             |
| Radstand              | 3475 mm                                     |
| Spur vorne / hinten   | 1350 mm / 1350 mm                           |
| Wendekreis            |                                             |

- T4 = 4-türiger Tourenwagen
- L4 = 4-türige Limousine

## Galeriebilder

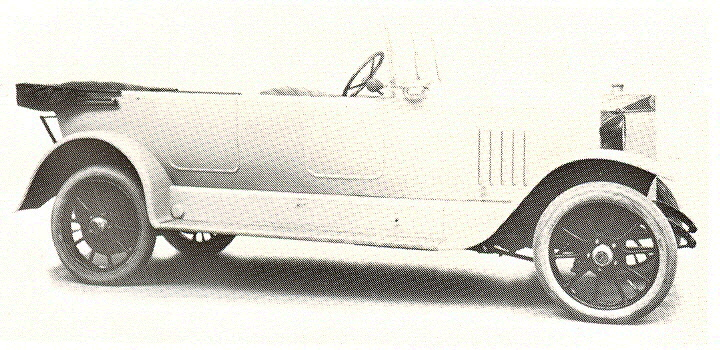
Steyr II Tourenwagen (1922)
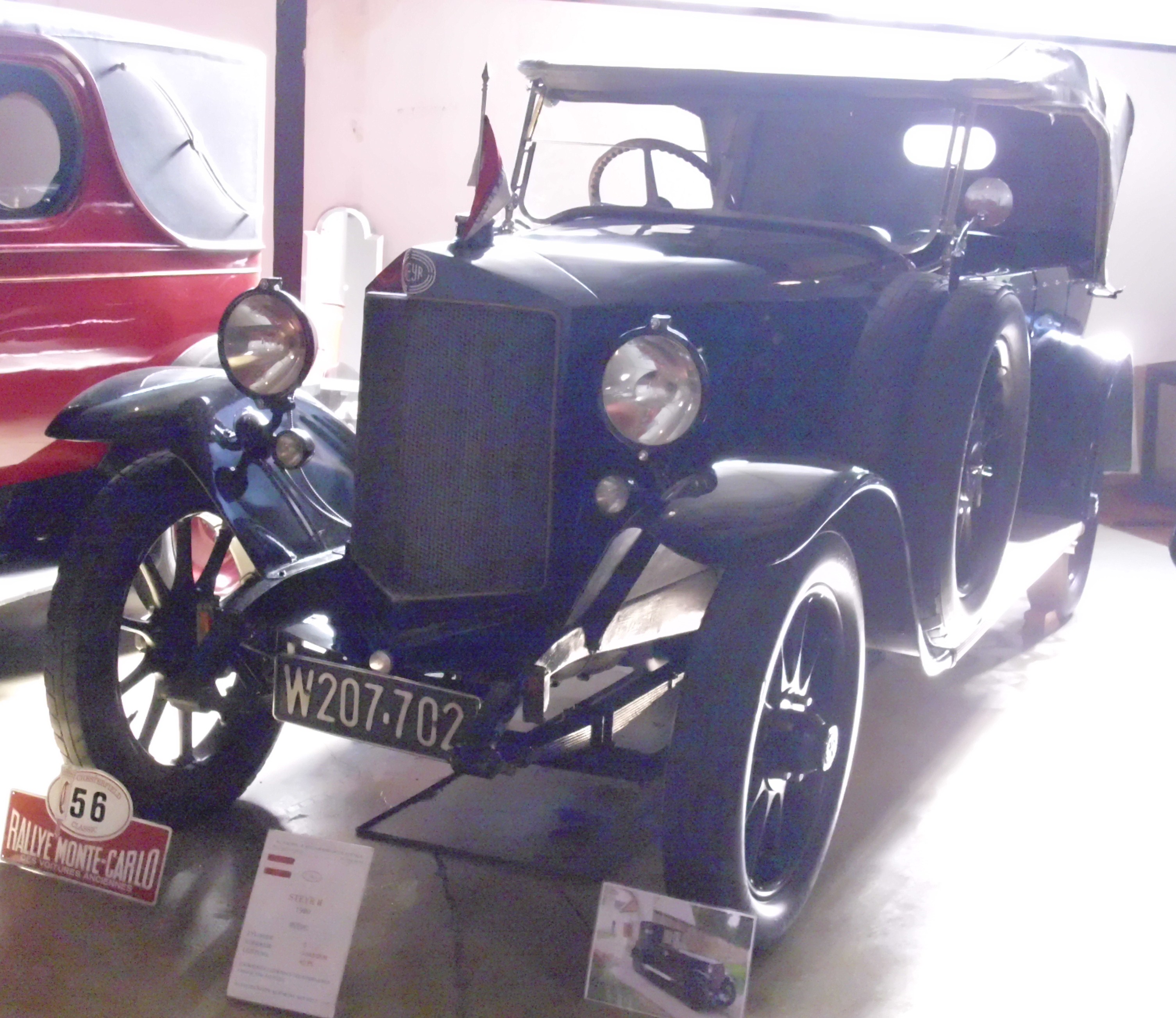
Steyr II von 1920
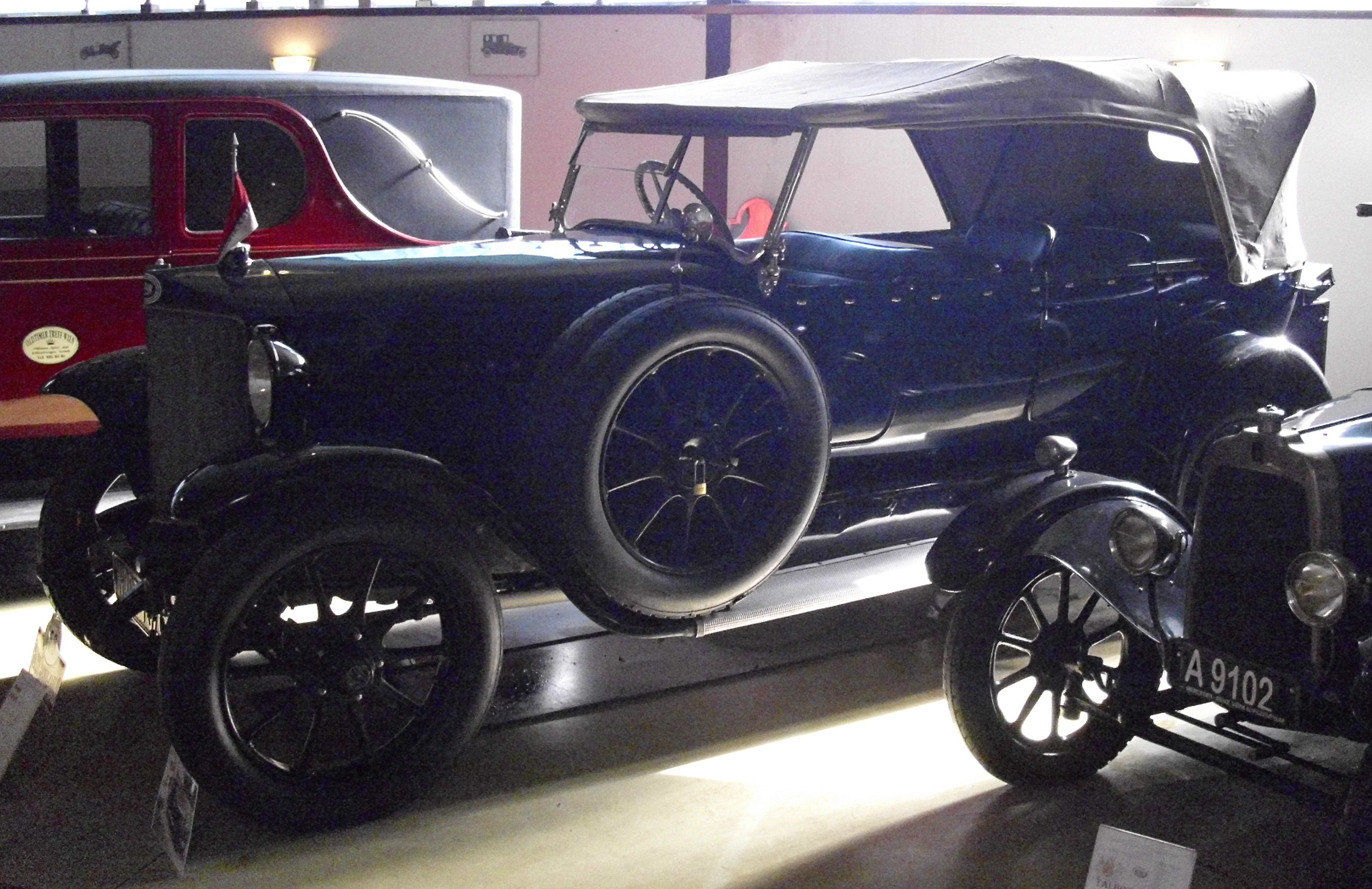
Steyr II von 1920

## Quelle
- Oswald, Werner: Deutsche Autos 1920–1945, Motorbuch Verlag Stuttgart, 10. Auflage (1996), ISBN 3-87943-519-7.